# Теберда
Теберда́ (карач.-балк. Теберди́) — город-курорт в Карачаево-Черкесской Республике Российской Федерации. Входит в Карачаевский городской округ.

## Этимология
Согласно другим версиям Теберда (Теберди) по-карачаево-балкарски означает «выселок» (дословно «вытолкнули»). Отдельные хутора-выселки в долине, видимо, существовали ещё в XVI—XVII веках, откуда и появилось это название. Не исключено, что слово «Теберда» могло произойти от «таб джерди», что в переводе с карачаево-балкарского означает «удобное место». Есть ещё одно толкование: происхождение названия находят в словах «тейри берди», что означает «дар божий» (дословно — «бог дал»).

## География
Расположен на северных склонах Большого Кавказа, на Военно-Сухумской дороге, в 100 км к югу от Черкесска и в 36 км от города Карачаевска.
Долина реки Теберды — это среднегорный и высокогорный район. Ветровой режим в Теберде особый: фёны и горно-долинные ветры приносят чистый воздух с гор. Замкнутость долины Теберды влияет не только на температуру, но и на влажность.
Климат определяется горным рельефом, довольно низким атмосферным давлением, интенсивной солнечной радиацией, незначительной облачностью, относительно тёплой зимой и прохладным летом. Средняя температура самого холодного месяца зимы, января −2,3 градуса, в июле и августе +15,5 градуса. Продолжительность солнечного сияния здесь достигает 2200 часов в год.

## История
Основан в 1868 году как селение карачаевцев. Первыми были 40 семей из рода Ожая Байчорова, и поэтому селение некоторое время называлось по его фамилии Байчораланы-Къабакъ, где второй компонент означает «селение, деревня». Со временем значительную часть жителей стали составлять представители других родов, и первичное название заменили названием по расположению на реке Теберда.
В 1925 году был открыт первый противотуберкулёзный санаторий. Позднее открылось большое число санаториев и домов отдыха («Горное ущелье», «Клухори», туристическая база «Азгек», гостиница «Теберда» и др.).
15 июля 1941 года решением крайисполкома утверждено дополнительное развертывание 65 эвакогоспиталей на 32395 коек, из них: в Кисловодске — 15 945, Ессентуках — 5715, Пятигорске — 4690, Железноводске — 3090, Теберде — 280, районах края — 2675 коек.
22 декабря 1942 года немцы в «душегубках» уничтожили 54 ребёнка, которые лечились от костного туберкулеза в Теберде. Трупы детей впоследствии были сброшены в Тебердинское ущелье. Санаторий оказался среди тех детских учреждений, которые не успели эвакуировать во время наступления германской армии.
Указом Президиума Верховного Совета РСФСР от 8 февраля 1971 года курортному посёлку Теберда был присвоен статус города.

## Население
| 1939  | 1959  | 1970  | 1979  | 1989  | 1992  | 1996  | 1998  | 2000  | 2001  |
| ----- | ----- | ----- | ----- | ----- | ----- | ----- | ----- | ----- | ----- |
| 3200  | ↗4433 | ↗6524 | ↗6637 | ↗8840 | ↗8900 | ↘8300 | ↘8100 | ↘7600 | ↘7400 |
| 2002  | 2003  | 2005  | 2006  | 2007  | 2008  | 2010  | 2011  | 2012  | 2013  |
| ↗7827 | ↘7800 | ↘7600 | →7600 | ↘7400 | →7400 | ↗9058 | ↗9100 | ↘8901 | ↘8825 |
| 2014  | 2015  | 2016  | 2017  | 2018  | 2019  | 2020  | 2021  | 2023  | 2024  |
| ↘8776 | ↘8739 | ↘8709 | ↘8680 | ↘8670 | ↘8644 | ↗8648 | ↗9020 | ↘8978 | ↗9001 |
| 2025  |       |       |       |       |       |       |       |       |       |
| ↘8963 |       |       |       |       |       |       |       |       |       |

На 1 января 2025 года по численности населения город находился на 945-м месте из 1124 городов Российской Федерации.
Национальный состав
По данным Всероссийских переписей населения 2002 года и 2010 года:
| Народ      | Численность, чел. (2002) | Доля от населения (2002) | Численность, чел. (2010) | Доля от населения (2010) |
| ---------- | ------------------------ | ------------------------ | ------------------------ | ------------------------ |
| карачаевцы | 5 006                    | 64,0 %                   | 6 262                    | 69,1 %                   |
| русские    | 2 274                    | 29,1 %                   | 2 270                    | 25,1 %                   |
| осетины    | 90                       | 1,1 %                    | 99                       | 1,1 %                    |
| другие     | 457                      | 5,8 %                    | 427                      | 4,7 %                    |
| всего      | 7 827                    | 100 %                    | 9 058                    | 100 %                    |

## Туризм и отдых
Курорт находится на территории Тебердинского заповедника, в городе есть музейная экспозиция, посвящённая заповеднику.
Город — центр климато-бальнеологического лечения. Здесь расположено несколько туристических баз и санаториев.
Популярен пешеходный туризм. Имеется много маршрутов, в том числе не требующих специальной подготовки и снаряжения, например, к живописным Бадукским озёрам.

## Галерея

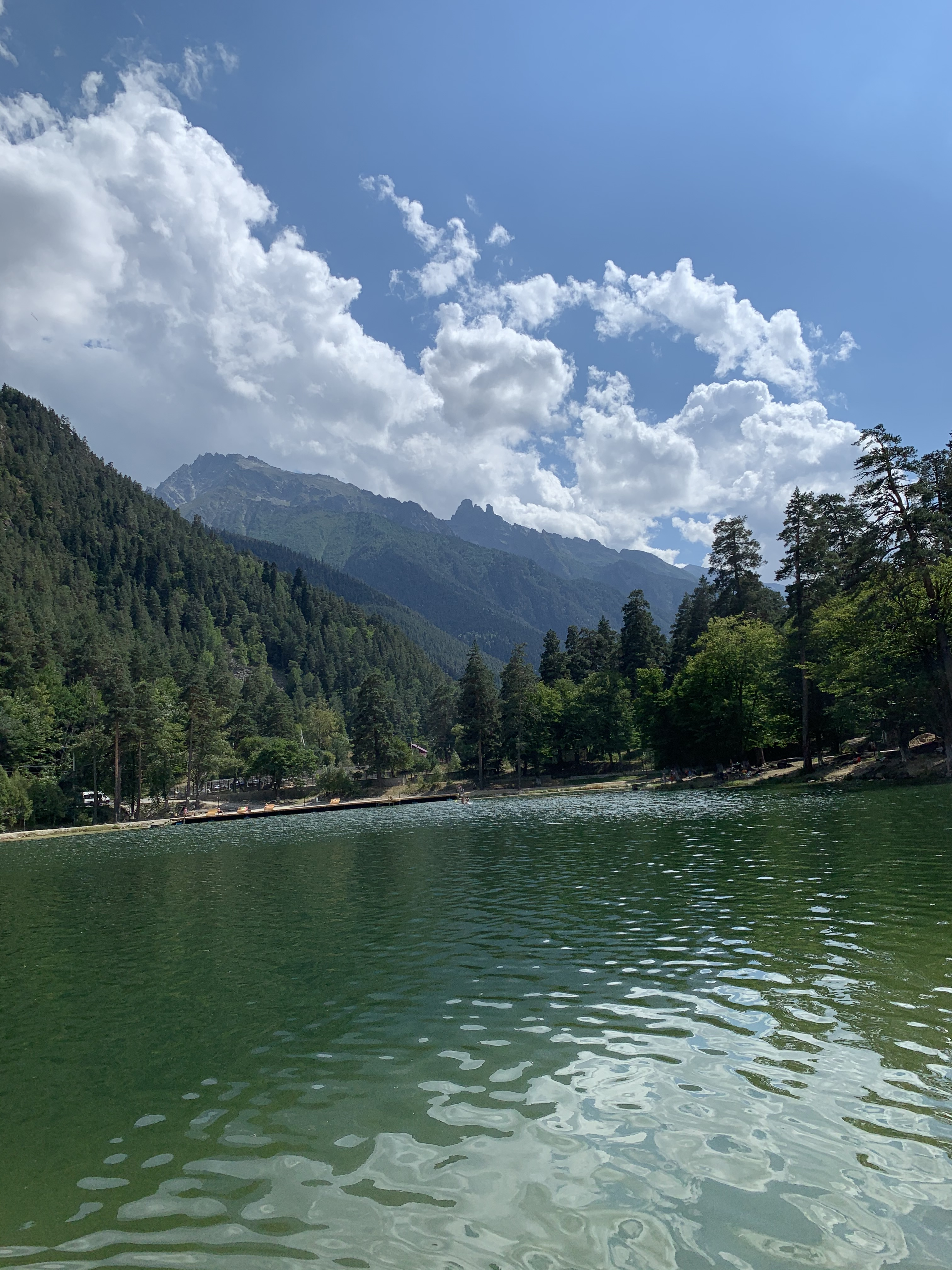
Озеро Кара-Кёль
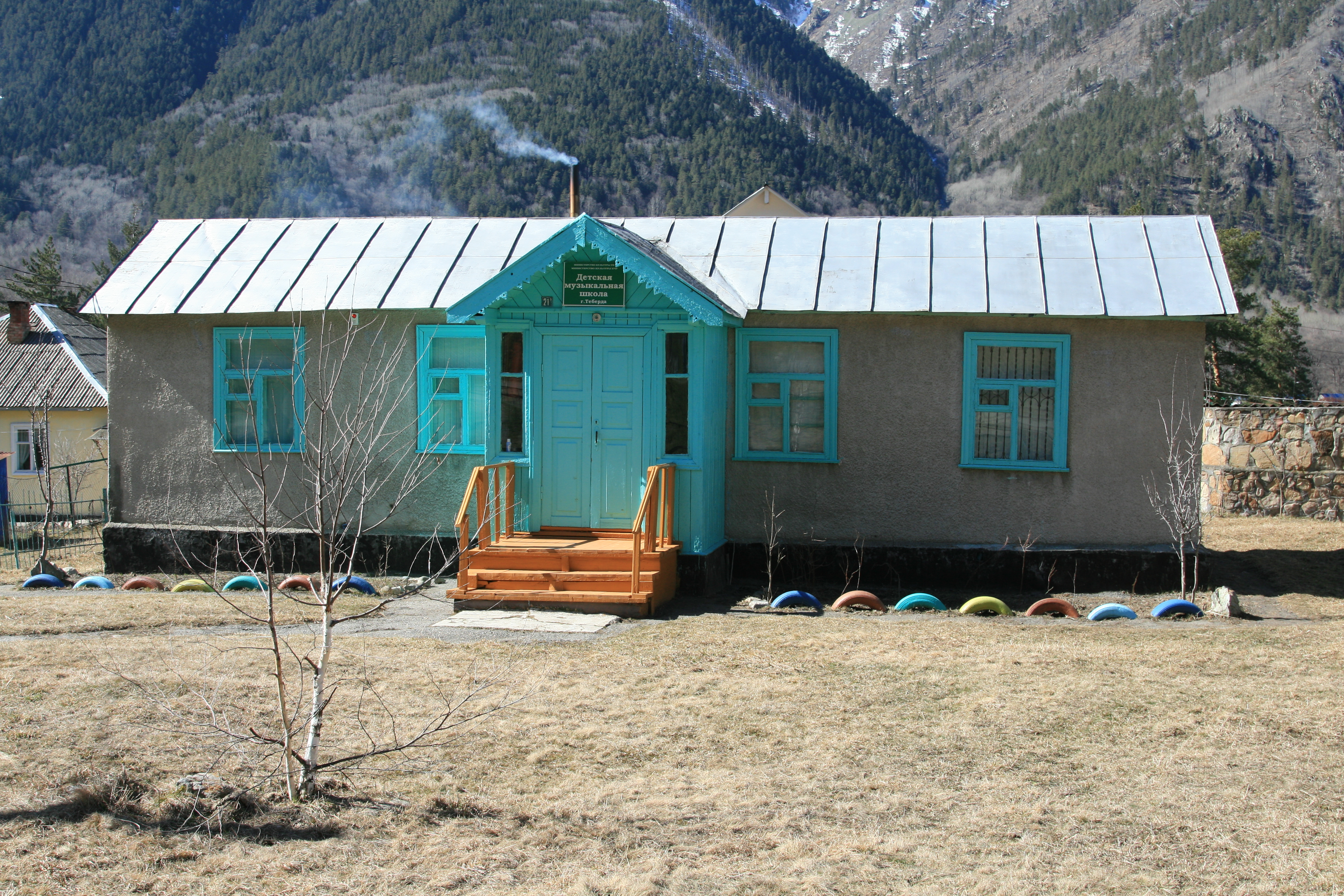
Музыкальная школа Теберды
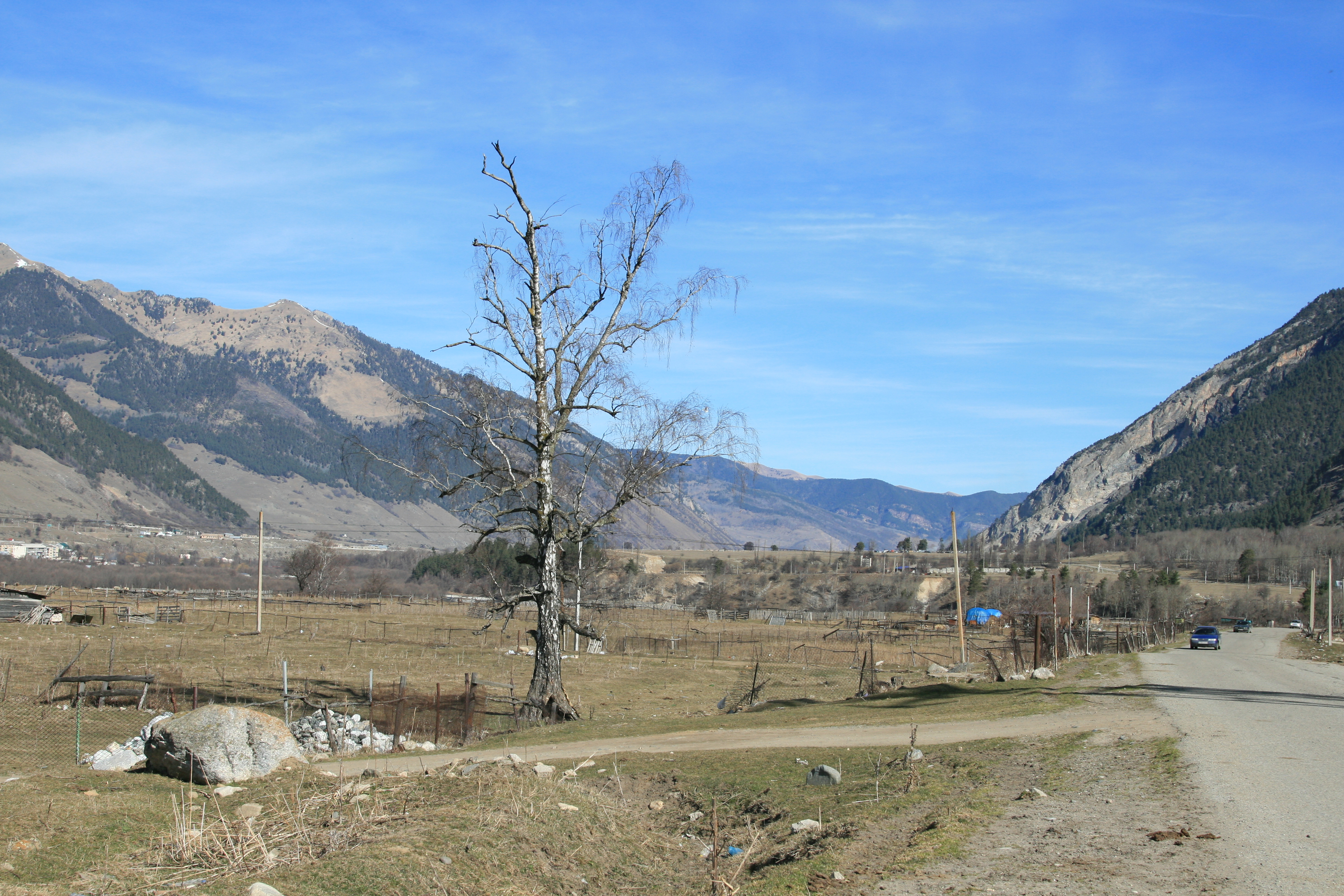
Окрестности города
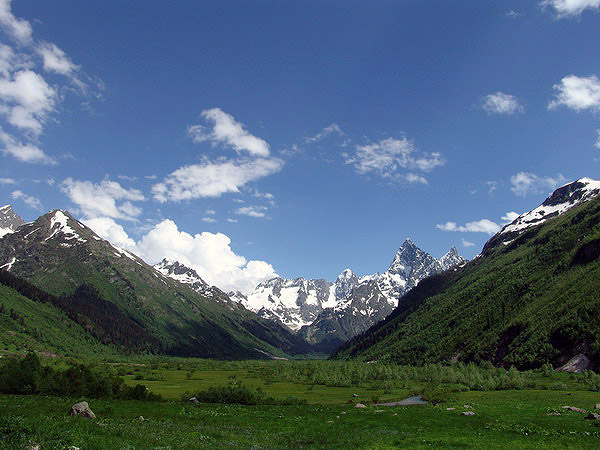
В Тебердинском ущелье

## Топографические карты
- Лист карты K-37-24 Теберда. Масштаб: 1 : 100 000. Состояние местности на 1983 год. Издание 1988 г.